# Ieva Kazuraitytė
Ieva Kazuraitytė (* 20. August 1993) ist eine litauische Volleyball- und Beachvolleyballspielerin.

## Karriere Halle
2010 pritschte und baggerte Ieva Kazuraitytė für die litauische U20-Nationalmannschaft als Libera in den Qualifikationsspielen zur Juniorinnen-EM. In der Saison 2013/14 in der Quali für die WM 2014 und 2017 in den Ausscheidungskämpfen für die Europameisterschaft im gleichen Jahr stand die Sportlerin für die A-Nationalmannschaft des baltischen Staats auf dem Feld. Bei allen drei Veranstaltungen gelang es den Mannschaften jedoch nicht, an den Meisterschaften teilzunehmen. 2018 wurde für Kazuraitytė das erfolgreichste Jahr bis zu diesem Zeitpunkt, als ihr Verein TK „Kaunas“-VDU sowohl litauischer Meister wurde als auch den dritten Platz in der baltischen Liga belegte. In dieser Spielzeit wurde die Athletin auch als beste Libera in Litauen ausgezeichnet. Seitdem hat sie keinen weiteren Wettkampf in der Halle bestritten.

## Karriere Beach
Im Sand war Ieva Kazuraitytė weniger erfolgreich. Beachtenswerte Resultate waren ein dreizehnter Rang in ihrer ersten Beachvolleyballsaison mit Ieva Dumbauskaitė bei den Jugendeuropameisterschaften der unter Achtzehnjährigen sowie ein dritter Platz bei den Meisterschaften ihres Heimatlands im Jahr 2018 mit Monika Šalkuté.

## Auszeichnungen
2018 - beste Libera in der litauischen Liga